# Euclides van Alexandrië

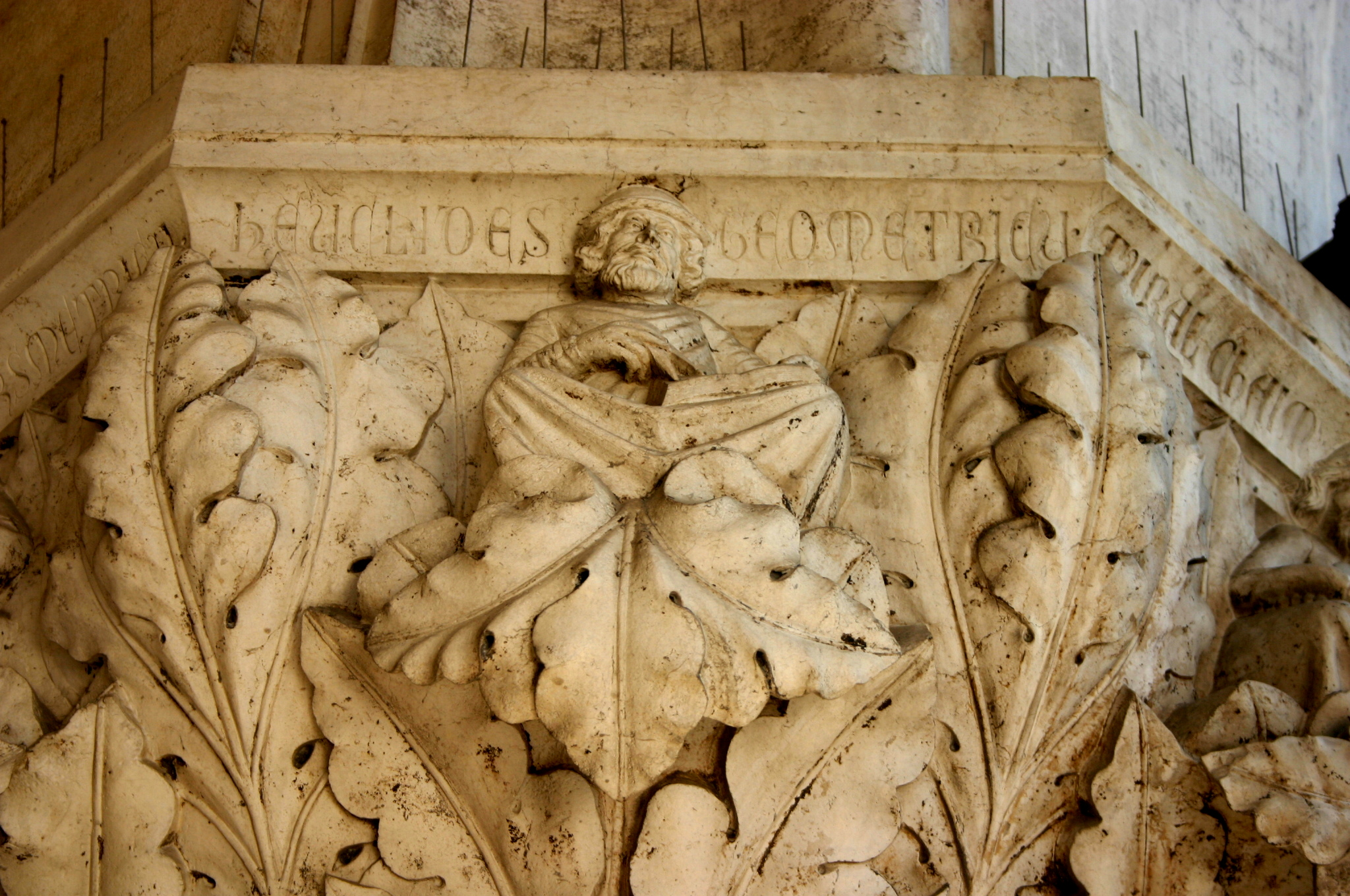
Afbeelding van Euclides in het Dogepaleis in Venetië - Kapiteel 17

Euclides, Oudgrieks: Εὐκλείδης, Eukleídēs, ook Euclides van Alexandrië genoemd, was een wiskundige, die rond het jaar 300 v.Chr. werkzaam was in de bibliotheek van Alexandrië. Dat was tijdens de Hellenistische periode, de bloeitijd van het oude Griekenland.
Euclides wordt vaak de "vader van de meetkunde" genoemd. Hij leefde tijdens het bewind van Ptolemaeus de Eerste (323-283 v.Chr.) in Alexandrië. Zijn Elementen is het meest succesvolle handboek en een van de invloedrijkste werken in de geschiedenis van de wiskunde. Het deed vanaf het tijdstip van publicatie tot in de late 19e of vroege 20e eeuw dienst als het belangrijkste leerboek voor het onderwijs in de wiskunde, vooral in de meetkunde. In dit werk worden de beginselen van wat nu de euclidische meetkunde wordt genoemd gededuceerd uit een kleine verzameling van axioma's. Euclides schreef ook werken over perspectief, kegelsneden, bolmeetkunde en getaltheorie.

## Leven
Er is weinig bekend over het leven van Euclides, aangezien er in de overgebleven antieke werken slechts een handvol verwijzingen naar hem bestaan. In feite dateren de belangrijkste verwijzingen naar Euclides, van Proclus en Pappos van Alexandrië, van eeuwen later. Proclus schreef in zijn commentaar op de Elementen, dat was in de 5e eeuw, maar kort iets over Euclides. Volgens hem was Euclides de schrijver van de Elementen, en werd hij genoemd door Archimedes. Toen Ptolemaeus I Euclides vroeg of er geen kortere weg naar de meetkunde bestond dan de Elementen, antwoordde Euclides volgens Proclus dat "er geen koninklijke weg tot de meetkunde bestaat". Al hoewel dit vermeende citaat van Euclides door Archimedes nu wordt gezien als een inlassing door latere uitgevers van zijn werken, gelooft men nog steeds dat Euclides zijn werken vóór die van Archimedes schreef. Een reden om het citaat over de "koninklijke weg" in twijfel te trekken is, dat er een vergelijkbaar verhaal bekend is met betrekking tot Menaechmus en Alexander de Grote. In de enige andere belangrijke verwijzing naar Euclides vermeldt Pappos van Alexandrië in de vierde eeuw kort dat Apollonius van Perga "lange tijd doorbracht met de leerlingen van Euclides in Alexandrië, en dat hij zich daar zijn natuurwetenschappelijke manier van denken eigen maakte." Het is volgens velen mogelijk dat Euclides in het oude Athene aan de Akademeia van Plato heeft gestudeerd.
Datum en plaats van de geboorte van Euclides en ook zijn sterfdatum en de omstandigheden van zijn dood zijn niet nauwkeurig bekend, evenmin als een beschrijving hoe hij eruitzag. Er bestaat al helemaal geen portret van hem. Portretten van later datum zijn verzonnen.

## Werk

### Elementen

Euclides, 1703

Euclides' bekendste werk is de Elementen, een boek waarin hij bepaalde eigenschappen in de meetkunde en van de gehele getallen uit een aantal axioma's afleidt. Hij wordt daarom wel beschouwd als een voorloper van de axiomatische methode in de moderne wiskunde. Veel van de resultaten in de Elementen zijn afkomstig van eerdere wiskundigen. Euclides' belangrijke prestatie was om ze allemaal in één samenhangend logisch kader te plaatsen.
Behalve de meetkunde behandelt de Elementen ook elementaire getaltheorie, zoals de theorie van deelbaarheid, het algoritme van Euclides om de grootste gemene deler van twee getallen mee te berekenen en een bewijs dat er oneindig veel priemgetallen zijn.
Tot in de 20e eeuw werd het gebruikt als leerboek voor de meetkunde en was het zelfs samen met de Bijbel een van de meest gedrukte boeken.

### Gegevens
In zijn Dedomena ("gegevens") bewijst Euclides 94 stellingen, gegevens geheten. Een dergelijk gegeven gaat ervan uit dat bepaalde kenmerken van de onderdelen of relaties van een meetkundige figuur bekend zijn, en bewijst dan dat andere onderdelen of relaties van die figuur eveneens vastliggen. Het werk is bewaard gebleven in Griekse kopieën (dus zonder tussenliggende vertaling) en wordt ook vermeld door Pappos van Alexandrië, hoewel uit de beschrijving door Pappos kan worden afgeleid dat die zich baseerde op een andere versie.

### Verdelingen
Het enige andere zuiver meetkundige werk van Euclides dat overgeleverd is (maar niet in het Grieks) is het boek "Over verdelingen". Proclus vermeldt het als gaande over de onderverdeling van meetkundige figuren in kleinere figuren. Onze huidige kennis ervan is gebaseerd op een Arabisch manuscript, in 1851 in Parijs ontdekt door de Duitse oriëntalist en wiskundige Franz Woepcke. Helaas heeft de Arabische vertaler maar vier van de 36 bewijzen overgenomen, misschien omdat hij de andere te gemakkelijk vond. Het algemene probleem dat dit boek probeert op te lossen, is de verdeling van een gegeven figuur, door een of meer rechte lijnen, in delen die vooraf gegeven verhoudingen hebben tot elkaar of tot andere gegeven oppervlakten. De te verdelen figuren zijn de driehoek, het parallellogram, het trapezium, de vierhoek, een figuur begrensd door een cirkelboog en twee rechte lijnen, en de cirkel.

### Verloren werken over meetkunde
Euclides schreef naar verluidt ook een boek over kegelsneden, maar dat werk werd korte tijd later overschaduwd door een werk van Apollonius van Perga over hetzelfde onderwerp, met als resultaat dat kopiisten er minder belang aan hechtten en het dus verloren ging.
Ander verloren gegaan meetkundig werk omvat: de Pseudaria ("boek der onwaarheden"), elders ook Pseudographemata genoemd en de Porismen en de Topoi pros epifaneia ("meetkundige plaatsen van oppervlakken"), beide beschreven door Pappos.

### Sterrenkunde
Phaenomena is een werk van Euclides over sferische sterrenkunde. Het is onderverdeeld in 18 proposities over de opkomst en ondergang van de sterren; de laatste 10 hebben als gemeenschappelijk thema de lengte van het daglicht op een gegeven datum en een gegeven plaats (zie ook dagboog). De toewijzing van het werk als dusdanig aan Euclides wordt algemeen aanvaard, hoewel er twijfels bestaan over de authenticiteit van de inleiding.

### Optica
De Optica van Euclides is in verschillende Griekse versies overgeleverd. De huidige gezaghebbende tekst is gebaseerd op twee manuscripten die Johan Ludvig Heiberg in Wenen en Firenze ontdekt heeft. Ook hier bewijst Euclides een aantal stellingen; ditmaal over perspectivische verkleining. Euclides gaat er ten onrechte van uit dat visuele waarneming ontstaat door rechtlijnige stralen die uit het oog vertrekken tot ze een object ontmoeten; maar de oriëntatie van de stralengang beïnvloedt zijn redeneringen niet en de conclusies zijn correct.

## Beperkingen van de euclidische wiskunde
Toch schiet Euclides' methodologie tekort vergeleken met de huidige standaard van wiskundige precisie, omdat een aantal logische axioma's ontbreekt. De moderne axiomatische behandeling van de meetkunde gaat terug op die van David Hilbert uit 1899.
Zijn vijfde postulaat staat bekend als het parallellenpostulaat. Lang is geprobeerd dit axioma, dat ingewikkelder en minder vanzelfsprekend is dan de andere, uit de eerste vier axioma's te bewijzen. Maar in de 19e eeuw realiseerden János Bolyai, Nikolaj Lobatsjevski en waarschijnlijk ook Carl Friedrich Gauss zich dat het verwerpen van dit postulaat toch kan leiden tot een volledig consistente niet-euclidische meetkunde. De niet-euclidische meetkunde werd verder ontwikkeld door Bernhard Riemann.

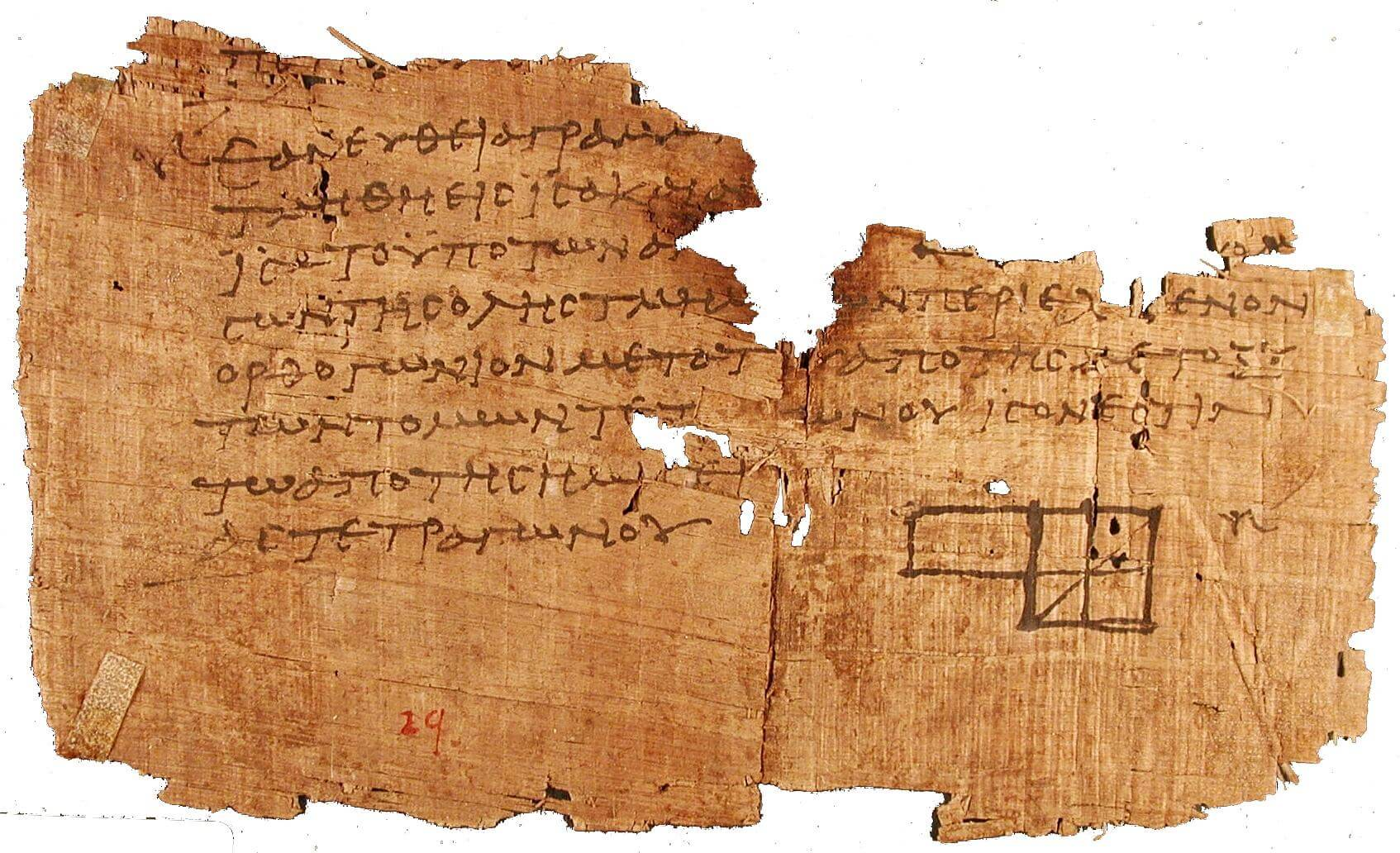
Het Oxyrhynchus-papyrus - fragment van een van de oudste overgeleverde uitgaven van de Elementen, gedateerd op 75-125. Het diagram hoort bij Stelling 5, Boek II.

## Naar Euclides genoemd
- Vakblad van de Nederlandse Vereniging van Wiskundeleraren
- Gebouw REC-P van de Faculteit voor Wiskunde, Natuurkunde en Informatica van de Universiteit van Amsterdam
- De in 2023 gelanceerde ruimtetelescoop Euclid.